# Le Grand Hornu
Le Grand Hornu ist ein Ortsteil mit einem Denkmalensemble einer ehemaligen Industriesiedlung, acht Kilometer westsüdwestlich vom Stadtzentrum von Mons im Hennegau in Belgien. Es wurde zwischen 1820 und 1830 nach Plänen von Bruno Renard (1781–1861) für den Bergwerksbesitzer Henri de Gorge (1774–1832) erbaut.

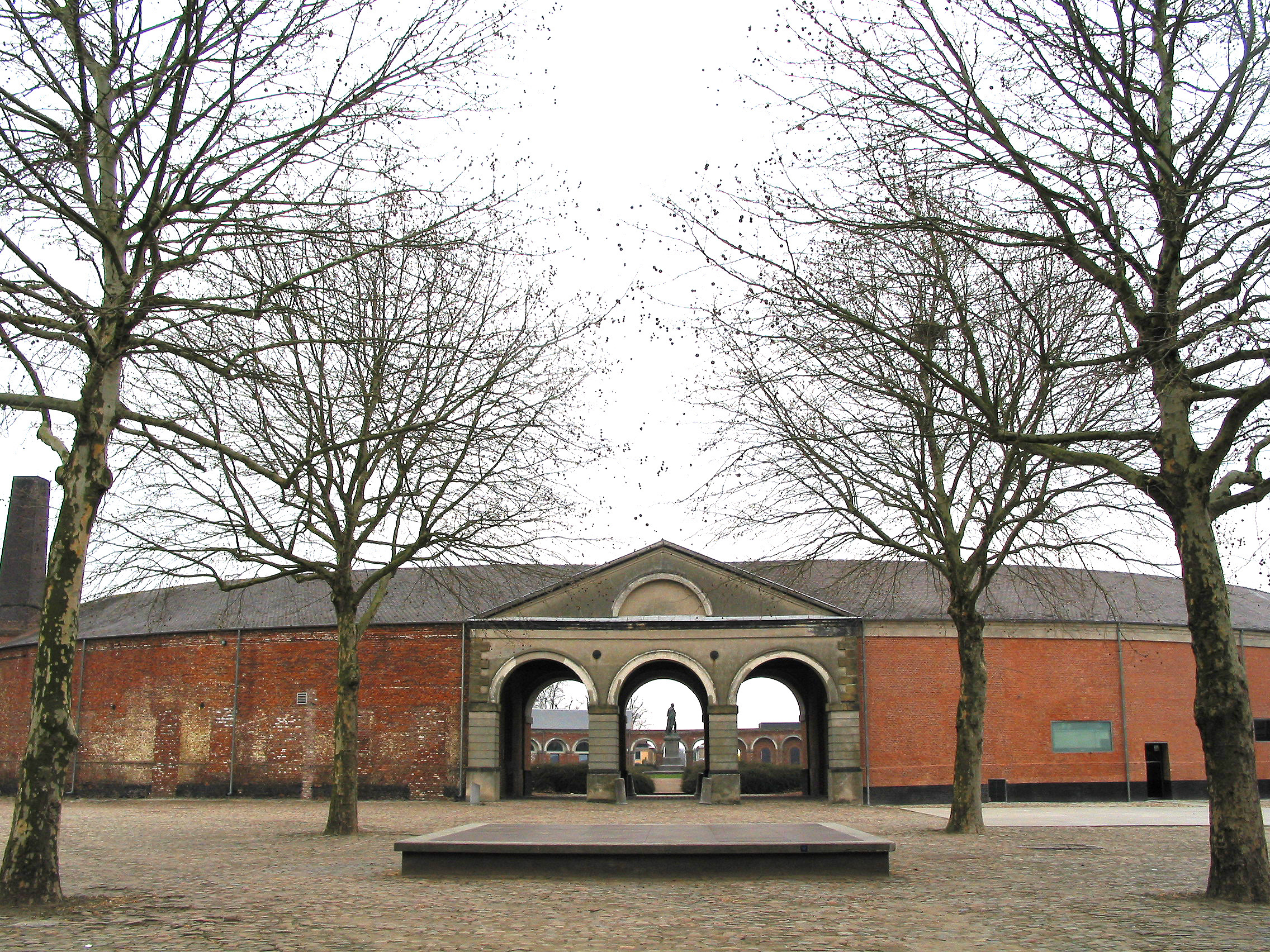
Blick von außen Richtung Innenhof

## Geschichte
Von 1778 an wurde auf Grand-Hornu Kohle gefördert. 1810 erwarb Henri De Gorge (1774–1832) die Zeche von der Witwe des Gründers Charles Sébastien Godonnesche.
Zwischen 1810 und 1830 wurde die Anlage Grand-Hornu nach Plänen des Architekten Bruno Renard (1781–1861) errichtet. Sie ist ein Muster funktionaler urbaner Planung im Industriezeitalter und umfasst eine ehemalige Arbeitersiedlung (425 Wohnhäuser in einer Gartenstadt), Büros, Läden, Heuschuppen, Stallgebäude, Werkstätten, eine ehemalige Zuckerfabrik und Speicher sowie das Château Bossu, das Herrenhaus der Familie Gorge. Anfangs gehörten zur Zechensiedlung samt Zeche außerdem eine Schule, ein Krankenhaus, öffentliche Plätze, eine Bibliothek und ein Ballsaal.
Zentrum der Anlage ist ein monumentaler ovaler Backsteinkomplex, der ursprünglich die Zechenverwaltung (u. a. die Büros der Ingenieure), eine Maschinenhalle und Pferdeställe beherbergte. Die Architektur der Anlage, die an eine römische Arena erinnert, ist durch neoklassizistische Elemente geprägt.
Von 1951 an musste die Zeche ihre Förderung aufgrund europäischer Verträge (Europäische Gemeinschaft für Kohle und Stahl) reduzieren, 1954 wurde sie stillgelegt. Angesichts des zunehmenden Verfalls der Gebäude beschloss man per königlichem Dekret 1969 den Abriss. Der Kauf des Komplexes durch den Architekten Henri A. Guchez 1971 sicherte den Fortbestand der Anlage, Renovierungsarbeiten wurden aufgenommen. Von 1984 an engagierte sich die VoG Grand-Hornu Image für die Anlage. Die Organisation wurde 2014 umbenannt in CID – Centre d’innovation et de desigen au Grand-Hornu. CID ist der Träger des gleichnamigen Design-Museums.
1989 wurde das Gelände von der belgischen Provinz Hennegau erworben. Die Renovierungsarbeiten wurden fortgesetzt. Auf Beschluss der Wallonischen Region (1991) entstand auf Grand-Hornu ein Museum für zeitgenössische Kunst (Musée des Arts Contemporains de la Fédération Wallonie-Bruxelles, MAC), das 2002 eröffnete. Hier wie in den Ausstellungsräumen für zeitgenössisches Design, CID, finden regelmäßig Wechselausstellungen statt. Weiterhin existieren ein Restaurant und ein Café.
1993 wurde Grand-Hornu zum wallonischen Kulturerbe erklärt, am 1. Juli 2012 erhielt Grand-Hornu die Anerkennung der UNESCO als Weltkulturerbe.

Le Grand-Hornu
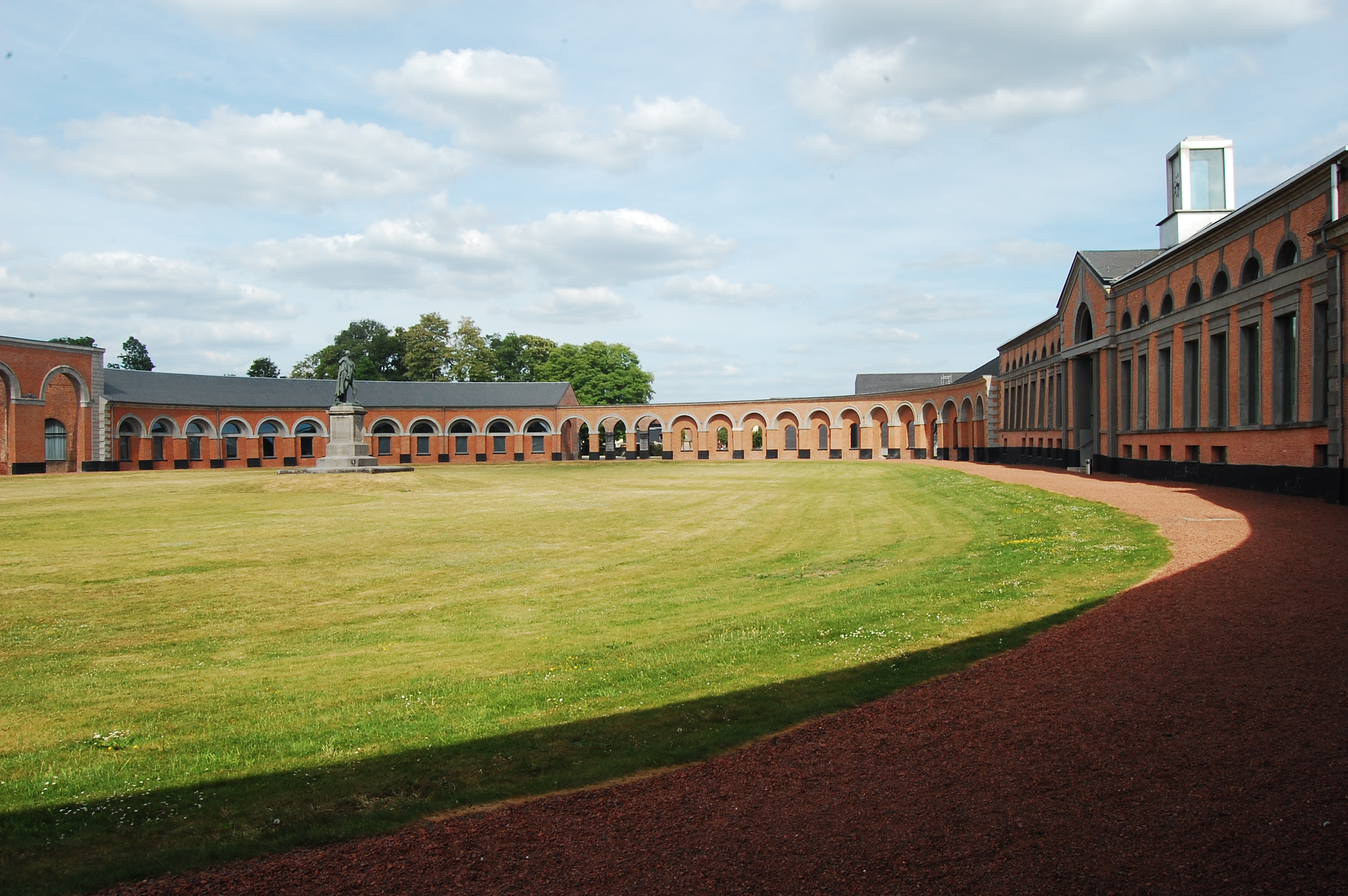
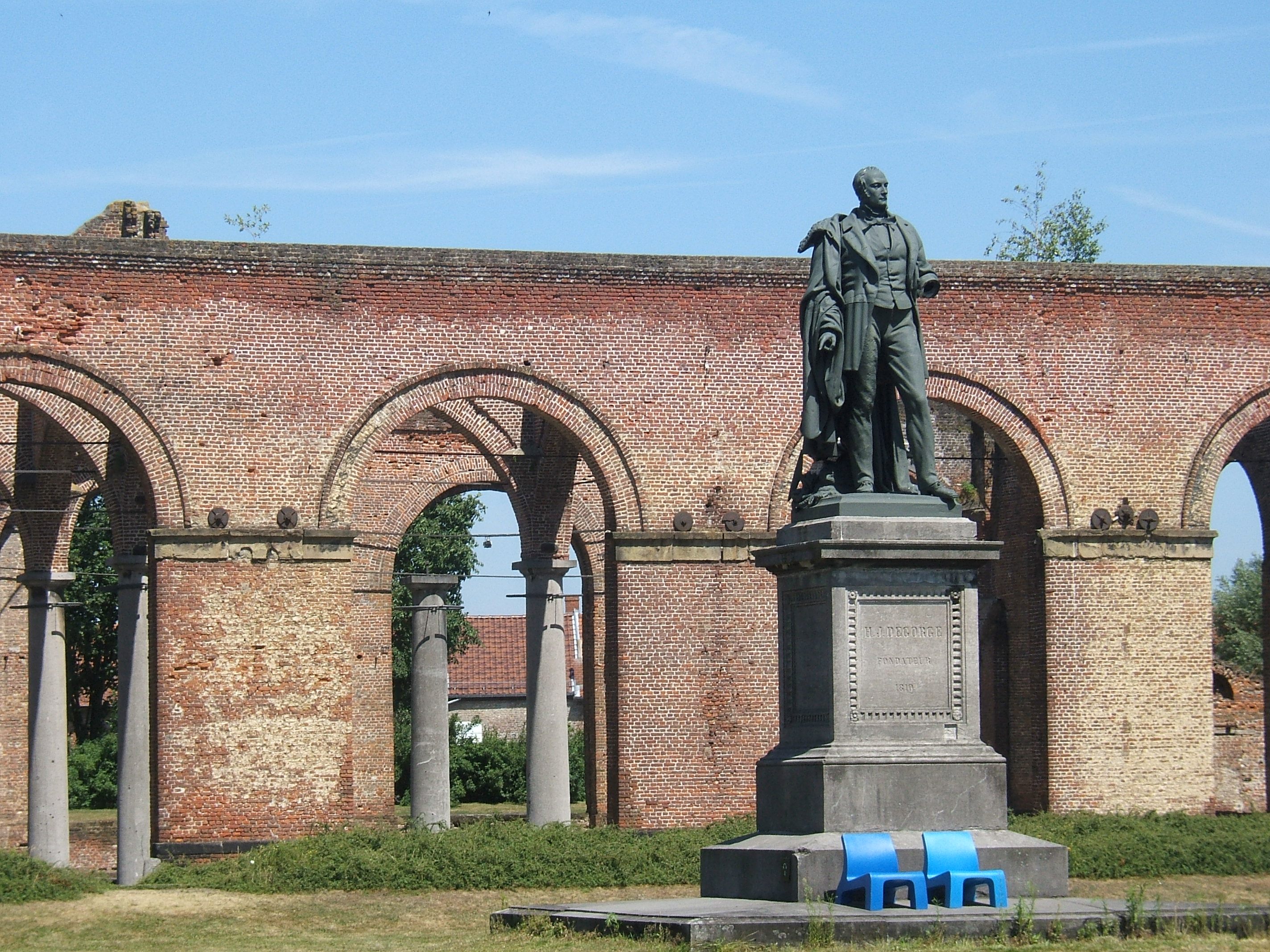
Statue Henri De Gorge
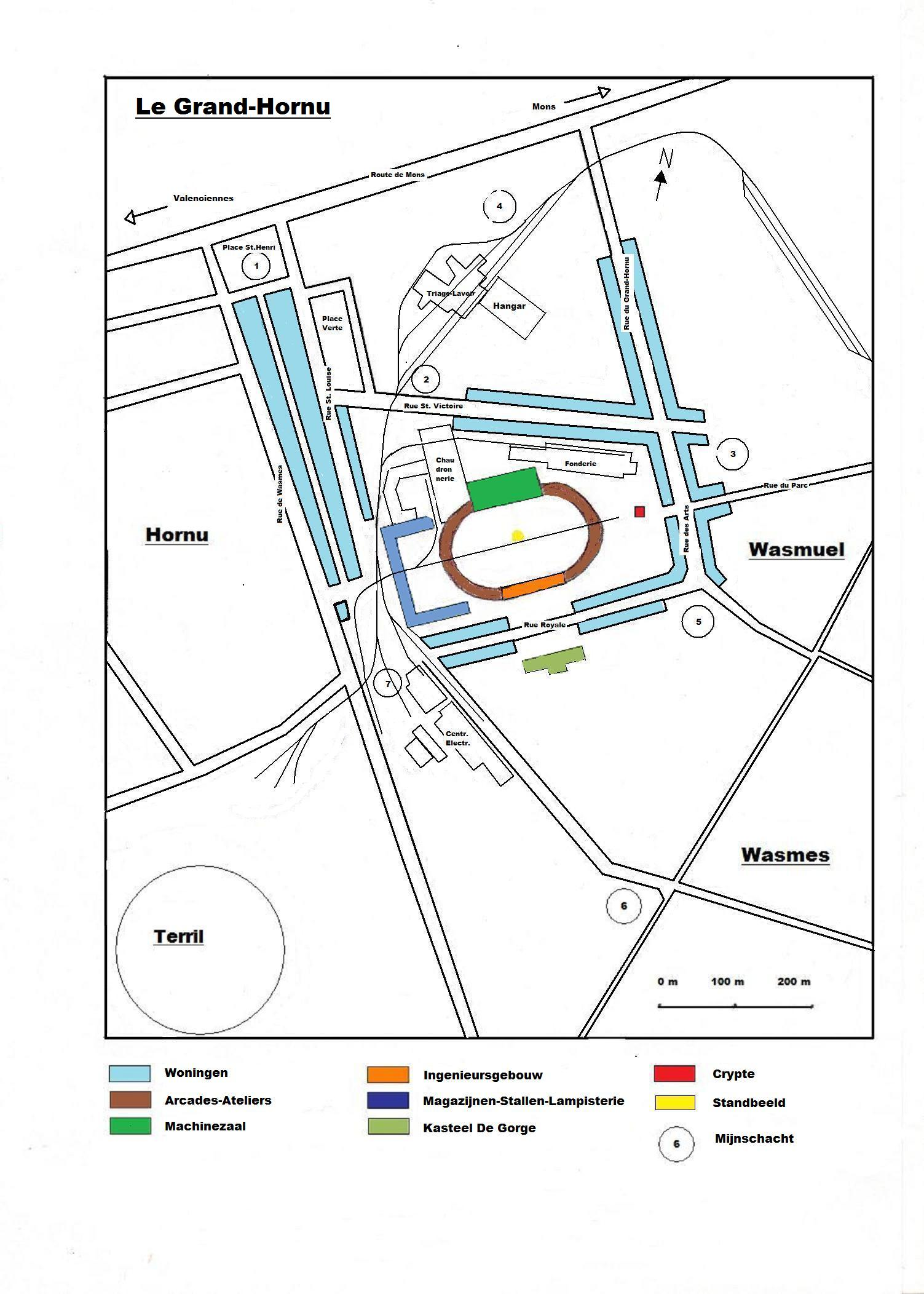
Grundplan
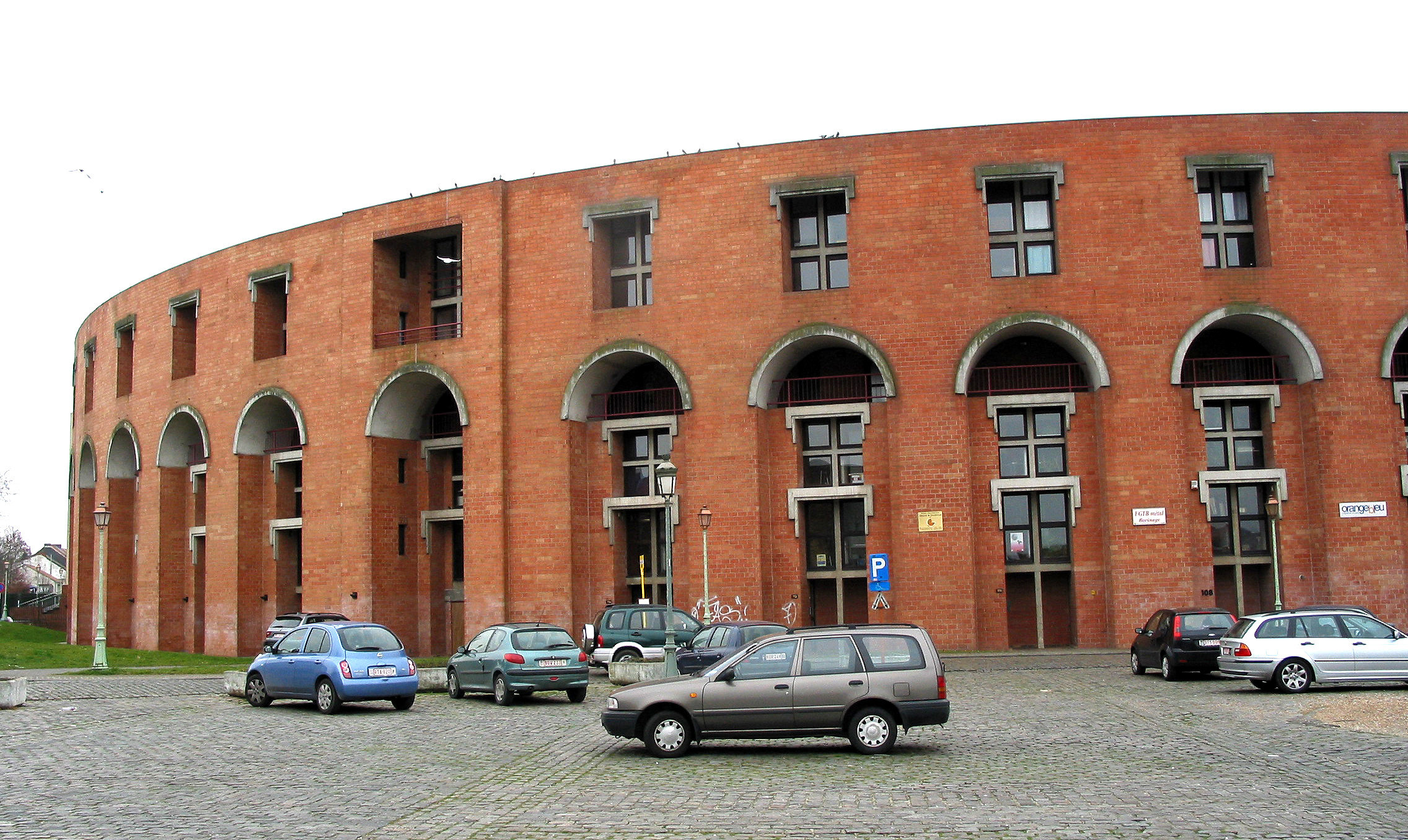